# 鈴木理夫
鈴木 理夫（すずき ただお、1981年12月6日 - ）は、日本の畜産農家、YouTuber。
別名「シャトーブリアン鈴木」、元トランぺット奏者、元セールスマン。

## 経歴
1981年　鈴木研夫の第一子（長男）として東京都千代田区神田錦町に生まれる。
1992年　父の研究（太陽光研究センター）へついていきフランス国 ピレネー＝オリアンタル県フォン＝ロムー＝オデイヨ＝ヴィアに家族とともに1年滞在。
1994年　東京都世田谷区立世田谷小学校　卒業
1997年　東京都世田谷区立桜木中学校　卒業
1998年　東京都立永山高校中途退学、Conservatoire du 15e Frédéric Chopin|パリ15区フレデリックショパン音楽院　トランペット専攻　入校
2004年　パリ15区フレデリックショパン音楽院トランペット専攻ファンデチュード修了、帰国後、牛丼屋、ファストフード店員、ドライバー、水商売の黒服、セールスマンなどを転々とする。
2006年　妻との出会いをきっかけに友人が勤めていた不動産会社へ入社し不動産営業をはじめる。
2009年　ジャスダック上場不動産会社へ入社。
2011年　マンション専門コンサルタントとして開業。
2016年　農業（畜産）への新規参入を目的に家族と鹿児島へ移住。
2019年　黒毛和牛の預託業を鹿児島県薩摩郡さつま町にて開始する。
2020年　黒毛和牛の繁殖経営としてさつま町より新規就農者として認定され新規参入する。

## 人物
父・物理学者（太陽エネルギー）の鈴木研夫、祖父は大修館書店三代目社長の鈴木敏夫、曾祖父は大修館書店創業者の鈴木一平。
身長169cm。体重約100kg。血液型B型。靴のサイズ26.5cm
2歳下の妹、7歳下の妹、12歳下の弟がいる。
趣味は、漫画、読書、温泉。
特技は、電話。
漫画にまつわるエピソード
小学生の頃から漫画が好きだったがお金もかかるため同じコミックを何回も読んでいた。
同じく小学生のある時に電車で通勤中と思われる人々が漫画雑誌を読んで駅に着くとみながどんどん捨てているのを見て、ごみ箱から漫画雑誌を拾って読みはじめた。拾っていたのは週刊少年ジャンプ、マガジン、サンデー、チャンピオンなど年齢が進むとヤングジャンプ、ヤングマガジン、ヤングサンデー、ヤングチャンピオンなど落ちているものはとりあえず読んでいた。ところがある日を境に同じく漫画雑誌を拾っている路上生活者と思われる人たちと競合するようになりやがてごみ箱に鍵がついたことから拾い読みができなくなった。現在でも漫画は好んで読む。好きな漫画家は選べない。
読書にまつわるエピソード
営業マン時代の駆け出しの頃に上司や先輩たちから「数字が全てなので売上をあげろ」と言われるも特に営業の指導などはなく参っていた。休日にどうやったら営業ができるんだろうと考えながらふらっと入ったブックオフ（古本屋）の100円コーナーにあった「私に売れないものはない！」（ジョージラード著、自動車販売ギネス記録者）という本を手に取って自分なりに実践したところ好成績を出せるようになったことから「本は凄い！」と読書にはまった。そのころから現在も続き自分にとって必要だと思われる本があると「課題図書」と勝手に命名して読んでいる。好きな一冊は選べない。
電話にまつわるエピソード
1日12時間拘束の営業会社に勤めていた時に「とにかく名簿に架電をしろ」と言われており、成績が出ないものは立って電話をかけたり、受話器をガムテープで顔に巻き付けられたりしていた中、誰よりも早く架電をすることを心かけて2本指で電話を打つ方法にて1日数百件の架電をしていた。社内のどちらが早く電話を打てるか勝負では負けたことがない。電話営業の３つの心得は「笑顔で通話」表情は声に現れる。「とにかく早く電話を打つ」無駄な時間徹底排除。「お客さんの息を聞け」息が聞こえるくらい耳から入る情報に集中すること。この３つができてれば電話営業はうまくいくという自論をもっていた。

## 出演
Youtube
「シャトーブリアン鈴木妻の牛チャンネル」（2019.3.12より～）
テレビ番組
「どーんと鹿児島」令和6年10月9日「鹿児島ふるさと新時代～１次産業の今を見つめて～」（MBC南日本放送）
「鹿児島ニュース」 令和6年10月10日「“牛肉の生ハム”販売も 東京から移住し農家に夫婦の挑戦」（KYT鹿児島読売テレビ）